# Vilhelm 4. af Storbritannien
Vilhelm 4. (tysk: Wilhelm IV Heinrich, engelsk: William IV Henry født 21. august 1765, død 20. juni 1837) var konge af Det Forenede Kongerige Storbritannien og Irland samt af kongeriget Hannover fra 26. juni 1830 til sin død. Han fik tilnavnet Sømandskongen. Vilhelm IV tilhørte fyrstehuset Hannover.

## Ungdom
I 1789 blev han udnævnt til Hertug af Clarence og St. Andrews. 1827-1828 var han marineminister (Lord High Admiral).

## Familie
Han var kong George 3. af Storbritanniens 3. søn og en yngre broder til kong Georg IV af Storbritannien.
Fra 1791 til 1811 boede han sammen med den irske skuespillerinde Dorothy Jordan. Sammen fik de ti børn. 
I 1818 giftede han sig med Adelaide af Sachsen-Meiningen. Trods Adelaides fem graviditeter overlevede ingen af parrets døtre deres barndom, og Vilhelm IV efterlod sig derfor ingen direkte tronfølger.

## Efterfølgere
Han blev efterfulgt på den britiske trone af Victoria af Storbritannien, der var datter af hans yngre broder Prins Edvard Augustus, hertug af Kent og Strathearn (fjerde søn af George 3.). 
I Hannover var der ikke kvindelig tronfølge, her blev han efterfulgt af Ernst August 1. af Hannover, der var en af hans yngre brødre (femte søn af George 3.).

## Reformer
Ved sin overtagelse af tronen udskrev Vilhelm efter gammel skik valg til Underhuset. Kun en måned efter Vilhelms tronbestigelse, den 27. juli 1830, brød Julirevolutionen ud i Paris. Den revolutionære stemning bredte sig hurtigt til Storbritannien og påvirkede underhusvalget. 
Valget varede fra 29. juli til 1. september 1830, og der blev valgt et reformvenligt underhus. Det konservative Tory-parti havde ganske vist stadigt flertallet, men partiet var dybt splittet. I november 1830 blev den konservative premierminister Arthur Wellesley fældet af et mistillidsvotum, og den reformvenlige Charles Grey fra Whig-partiet kom til magten. 
Det nyvalgte underhus krævede reformer, som Overhuset modsatte sig. Kongen blev imidlertid påvirket af folkestemningen, og nogle af reformerne blev gennemført. De mest kendte reformer var parlamentsreformen (udvidelse af valgretten) i 1832 og frigivelsen af slaverne i 1833.    

## Eksterne links
- Wikimedia Commons har flere filer relateret til Vilhelm 4. af Storbritannien
- Wilhelm IV. på Slægten Welfs hjemmeside (tysk)

| Vilhelm 4.Huset HannoverSidelinje af Huset WelfFødt: 21. august 1765 Død: 20. juni 1837 |                                             |                             |
| Titler som regent                                                                       |                                             |                             |
| Foregående: Georg 4.                                                                    | Konge af Storbritannien og Irland 1830–1837 | Efterfølgende: Victoria     |
| Foregående: Georg 4.                                                                    | Konge af Hannover 1830–1837                 | Efterfølgende: Ernst August |

1. ↑  Navnet er anført på engelsk og stammer fra Wikidata hvor navnet endnu ikke findes på dansk.